# 扁體櫛齒刺尾魚
扁體櫛齒刺尾魚為輻鰭魚綱鱸形目刺尾魚亞目刺尾魚科的其中一個種，於1828年首次被英國動物學家愛德華·特納·班尼特正式描述為Acanthurus strigosus，其模式產地為桑威奇群島。1884年，Theodore Gill將 A. strigosus分類為新的單種Ctenochaetus屬，這意味著它是該屬單型的模式種，分布於中東太平洋的夏威夷群島及強斯頓環礁海域，棲息深度1-113公尺，本魚體呈橢圓形且側扁，身體顏色為紫色至棕色，有細長的縱向淡藍色線條，眼睛周圍有黃色環，背鰭硬棘8枚、背鰭軟條25-28枚、臀鰭硬棘3枚、臀鰭軟條22-25枚，體長可達14.6公分，棲息在礁石區，單獨活動，以藻類為食，可做為觀賞魚，有雪卡魚中毒的報告。

## 擴展閱讀
維基物種上的相關：扁體櫛齒刺尾魚